# Stearns (Mondkrater)
Stearns ist ein Einschlagkrater auf der Mondrückseite. 
Der Krater liegt nordöstlich des Mare Moscoviense, auf halbem Wege zwischen den Kratern Appleton im Nordwesten und Nušl im Südosten.
In der Entfernung ungefähr eines Kraterdurchmessers schließt sich in südsüdwestlicher Richtung der ungefähr gleichgroße Steno an.
Der Kraterrand hat eine leicht unregelmäßige Form, ist aber gut erhalten. Der Kraterboden ist von Ablagerungen bedeckt. Im Kraterzentrum findet sich ein zirka 700 m hoher Gipfel. Die Entstehungszeit von Stearns fällt in das Eratosthenische Zeitalter.
Der Krater wurde 1979 von der IAU offiziell nach dem US-amerikanischen Astronomen Carl Leo Stearns benannt.